# Compagnie de Transport Aérien
La CTA - Compagnie de transport aérien (in italiano Compagnia di trasporto aereo) è stata una compagnia aerea svizzera con sede a Meyrin, presso Ginevra. Fondata sotto l'egida della Swissair nel 1978 per riassorbire una parte del personale della defunta Société Anonyme de Transport Aérien (SATA), il 1º gennaio 1993 si fuse con la Balair, dando origine alla società BalairCTA, antesignana della Belair.

## Servizi
La CTA serviva destinazioni da e per Zurigo e Ginevra in Nordafrica, nel Mediterraneo, in Turchia, Grecia ed Isole Canarie. Nell'alta stagione noleggiava velivoli dalla Swissair per estendere il suo network.

## Flotta
La flotta della CTA era costituita da 4 Sud Aviation Caravelle 10 B3, ereditati dalla SATA.